# Asesinato de Park Chung-hee
Park Chung-hee, el tercer presidente de Corea del Sur, fue asesinado el 26 de octubre de 1979, durante una cena en la casa segura de la Agencia Central de Inteligencia de Corea (ACIC) dentro del recinto presidencial de la Casa Azul en el distrito de Jongno, Seúl, Corea del Sur. Kim Jae-gyu, director de la ACIC y jefe de seguridad del presidente, fue el responsable del asesinato. Park recibió un disparo en el pecho y en la cabeza y murió casi de inmediato. También murieron cuatro guardaespaldas y un chofer presidencial. El incidente a menudo se conoce como "10.26" o el "incidente 10.26" en Corea del Sur.
Existe una gran controversia en torno a los motivos de Kim, ya que sigue siendo incierto si el acto fue parte de un golpe de Estado planificado o fue simplemente impulsivo. El investigador jefe Yi Hak-bong concluyó que el asesinato fue "demasiado descuidado para un acto deliberado y, sin embargo, demasiado elaborado para un acto impulsivo".

## Antecedentes

### La dictadura del presidente Park
En el momento de su asesinato, Park había ejercido un poder dictatorial sobre Corea del Sur durante casi 18 años.
La Agencia Central de Inteligencia de Corea (ACIC) se creó en 1961 para coordinar las actividades de inteligencia nacionales e internacionales, incluidas las militares. Casi inmediatamente después de su creación, la ACIC se utilizó para reprimir cualquier oposición interna al régimen de Park: escuchas telefónicas, arrestos y torturas sin orden judicial. La ACIC estuvo muy involucrada en muchas maniobras políticas entre bastidores destinadas a debilitar a los partidos de oposición mediante sobornos, chantajes, amenazas o arrestos de legisladores opositores. Sin embargo, el presidente Park estuvo a punto de perder las elecciones presidenciales de 1971 ante Kim Dae-jung, a pesar de gastar el diez por ciento del presupuesto nacional en su campaña electoral. Park, por lo tanto, estableció la Constitución de Yushin de 1972 para asegurar su perpetua dictadura. La nueva constitución reemplazó el voto directo en las elecciones presidenciales por un sistema de voto indirecto que involucra a los delegados; asignó un tercio de los escaños de la Asamblea Nacional al presidente; límites de mandato presidencial derogados; y le dio al presidente la autoridad para suspender la constitución y emitir decretos de emergencia, nombrar a todos los jueces y destituir a la Asamblea Nacional. Cuando surgió la oposición a la Constitución de Yushin, Park emitió una serie de decretos de emergencia, el primero de los cuales hizo que cualquier acto de oposición o negación a la Constitución de Yushin fuera punible con penas de prisión de hasta 15 años.
A pesar de esto, la oposición al gobierno de Park persistió, y en las elecciones legislativas de Corea del Sur de 1978, a pesar de que el Partido Republicano Democrático (DRP) de Park mantuvo una mayoría, el Nuevo Partido Democrático (NDP) ganó el voto popular por un margen estrecho, animándolos aún más. En septiembre de 1979, los tribunales anularon la presidencia del NDP de Kim Young-sam y el DRP expulsó a Kim de la Asamblea Nacional en una sesión secreta el 5 de octubre, lo que llevó a los 66 legisladores del NDP a presentar sus renuncias a la Asamblea Nacional en protesta. La administración Carter en los Estados Unidos también llamó a su embajador de Seúl en protesta. El 16 de octubre, cuando se supo que el gobierno planeaba aceptar las renuncias de manera selectiva, estallaron protestas por la democracia en la ciudad natal de Kim, Busan, la segunda ciudad más grande de Corea del Sur, lo que resultó en ataques incendiarios contra 30 estaciones de policía durante varios días. Las manifestaciones, las más grandes desde los días del presidente Syngman Rhee, se extendieron a la cercana Masan y otras ciudades el 19 de octubre, con estudiantes y ciudadanos pidiendo la derogación de la Constitución de Yushin. El director de KCIA, Kim Jae-gyu, fue a Busan para investigar la situación y descubrió que las manifestaciones no eran disturbios de algunos estudiantes universitarios, sino más bien un "levantamiento popular al que se unieron ciudadanos comunes" para resistir al régimen. Advirtió a Park que los levantamientos se extenderían a otras cinco grandes ciudades, incluida Seúl. Park dijo que él mismo daría órdenes directas a las fuerzas de seguridad para disparar contra los manifestantes si la situación empeoraba.

### Rivalidad entre Kim Jae-gyu y Cha Ji-chul
Mientras Park enfrentaba una creciente oposición a su dictadura fuera de la Casa Azul, otro tipo de conflicto se estaba intensificando dentro de la Casa Azul, entre Kim Jae-gyu, quien fue nombrado Director de la KCIA en diciembre de 1976, y el Jefe de Guardaespaldas Cha Ji-chul, quien fue designado para su cargo en 1974 después de que la esposa de Park, Yuk Young-soo, fuera asesinada por Moon Se-gwang, un coreano de origen japonés.
La rivalidad se debió en gran parte a la creciente invasión de Cha al territorio de la ACIC y al menosprecio de Cha hacia Kim en público. Casi universalmente desagradado pero temido, Cha sirvió a Park muy cerca y se convirtió en su asesor favorito y de mayor confianza. Cha se apropió de tanques, helicópteros y tropas del Ejército de la República de Corea, de modo que el aparato de seguridad presidencial tenía esencialmente una división bajo el mando directo de Cha.
La rivalidad entre Cha y Kim, cuya ACIC era hasta entonces el aparato gubernamental más temido, se vio agravada por una serie de crisis políticas a fines de 1979, cuando los dos rivales se enfrentaron sobre cómo lidiar con la creciente oposición al régimen. En la elección de su presidente por el NDP en 1979, la ACIC respaldó a Yi Chul-seung para evitar la elección del intransigente Kim Young Sam, pero Cha interfirió en el sabotaje político de la ACIC con sus propias maniobras tras bambalinas. Cuando Kim Young Sam fue elegido presidente del NDP, Cha culpó a la ACIC, lo que enfureció al director Kim.
Más tarde, cuando Kim Young Sam pidió a los Estados Unidos que dejaran de apoyar al régimen de Park, en una entrevista con el reportero del New York Times Henry Stokes, Cha presionó por la expulsión de Kim de la Asamblea Nacional, que el director Kim temía que fuera un acontecimiento desastroso (como resultó ser cierto cuando provocó levantamientos en Busan y Masan). Cha superó fácilmente a su oponente ya que Park favoreció su enfoque de línea dura, y culpó del empeoramiento de los acontecimientos al débil liderazgo de la ACIC del director Kim en cada oportunidad. Cuando Cha llegó a controlar la programación de las reuniones y reuniones informativas de Park y, por lo tanto, el acceso al presidente, las reuniones informativas de la ACIC, que generalmente eran los primeros asuntos de la mañana, se aplazaron para las tardes. Para octubre, hubo rumores generalizados de que Kim pronto sería reemplazada como director de la ACIC.

## Tiroteo y muerte
El 26 de octubre de 1979, Park Chung-hee fue asesinado por Kim Jae-gyu, director de la Agencia Central de Inteligencia Coreana, en el transcurso de una cena privada en instalaciones del gobierno. Según la versión oficial de los hechos, Chung-hee estaba criticando a Jae-gyu su supuesta laxitud para sofocar las manifestaciones contra su persona. En la acción participaron otros agentes de la KCIA y hubo un tiroteo que se saldó con cinco víctimas más, entre ellas el guardaespaldas presidencial. De inmediato se estableció la ley marcial y los responsables fueron arrestados. Jae-gyu declaró en el juicio que había matado a Chung-hee por «un acto de patriotismo», aunque otras fuentes aluden a temores de pérdida de poder. Todos los implicados en el magnicidio fueron condenados a muerte y ejecutados el 24 de mayo de 1980.

## Teorías sobre el motivo

### El asesinato fue un acto impulsivo no planeado
Una teoría es que fue un acto impulsivo no planeado.
- Durante varios meses, Kim había estado sometida a una presión extrema a causa de una serie de crisis políticas. Además, Cha había estado invadiendo agresivamente el territorio de la KCIA y Park había mostrado cada vez más preferencia por Cha sobre Kim. Durante la cena, Cha y Park criticaron severamente a Kim por su incompetencia; esta fue la gota que colmó el vaso.
- Kim no tenía un arma escondida y lista en el mismo edificio; tuvo que ir a otro edificio para conseguir un arma.
- Kim no les dijo nada a sus subordinados más cercanos sobre sus planes hasta justo antes de actuar. Park Seun-ho luego lamentó que Kim no le hubiera dado suficiente información para manejar las consecuencias de manera más efectiva en KCIA.
- Kim prácticamente no tenía ningún plan para las secuelas del asesinato de Park.
- Kim fue al cuartel general del ejército en lugar de al cuartel general de la KCIA.

### El asesinato fue motivado por los celos de Cha
Una teoría es que Kim asesinó a Park por celos hacia Cha, cuando estaba perdiendo su estatus y poder como número 2 en el régimen de Park.
- Cuando Kim disparó contra Park, su grito de guerra no era sobre la democracia, sino que reflejaba su resentimiento hacia Cha.
- Kim trabajó incansablemente para sabotear la elección del partido de la oposición y evitar que Kim Young Sam lo presidiera.
- Como testificó Kim en su juicio, su relación con Park era la de hermanos reales. Venían de la misma ciudad natal y eran compañeros de clase en la Academia del Ejército de Corea del Sur.

### Otros motivos
- Kim asesinó deliberadamente a Park en un esfuerzo por hacerse con el poder. Esta fue la determinación oficial de la investigación de Chun Doo-hwan.
- Kim sufrió una locura temporal debido a una encefalopatía hepática relacionada con su enfermedad hepática. Sin embargo, su médico Kim Jeong-Ryong declaró que la enfermedad hepática de Kim estaba bien controlada y no era lo suficientemente grave como para afectar las actividades diarias.
- Una combinación de factores llevó al asesinato: Kim había planeado asesinar a Park, pero el asesinato real fue un acto impulsivo provocado por el comportamiento de Cha.
- Debido a que hay tantas contradicciones en las diversas explicaciones posibles, solo Kim puede conocer el verdadero motivo de su asesinato de Park. Este es probablemente el punto de vista más aceptado.

## Testigos
- Kim Gye-won: secretario en jefe
- Sim Soo-bong: famosa cantante
- Shin Jae-soon: una estudiante de la Universidad de Hanyang

## El 10-26 en el cine
Varias películas han recreado los hechos del 26 de octubre de 1979, sus premisas y sus consecuencias:
- The President's Last Bang (Im Sang-soo, 2005). Con la forma de comedia negra, se centra en los hechos de ese día.
- El hombre del presidente (Woo Min-ho, 2020). Drama que presenta la situación del conflicto político cuarenta días antes del 26 de octubre.
- 12.12: The Day (Kim Sung-su, 2023). Trata de los acontecimientos sucesivos y hasta principios de los años ochenta.
- Land of Happiness (Choo Chang-min, 2024). Se ocupa del juicio contra los responsables del asesinato.